# Schönhagen (Uder)
Schönhagen ist ein Ortsteil der Landgemeinde Uder im thüringischen Landkreis Eichsfeld.

## Geographie

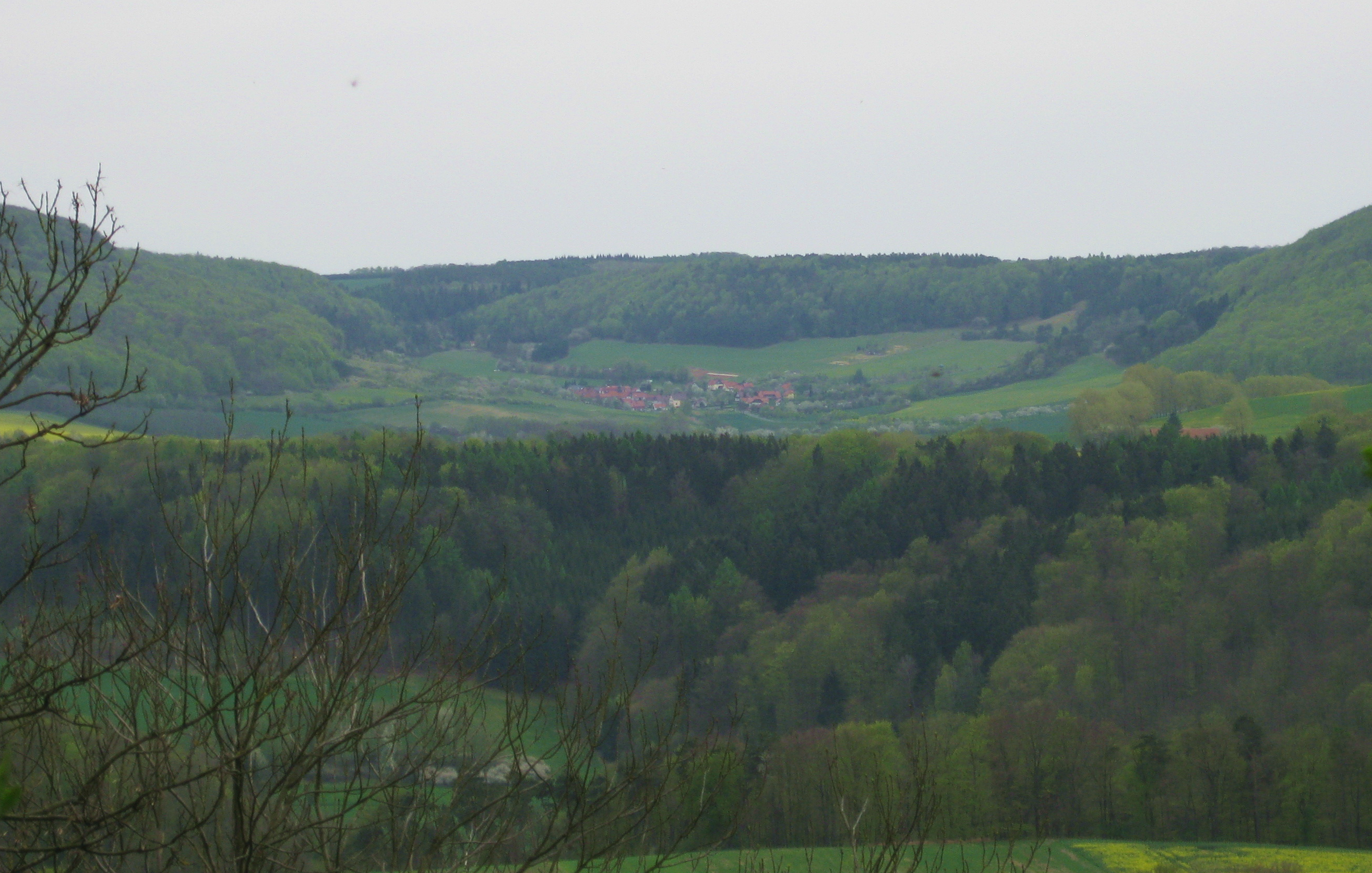
Ansicht auf Schönhagen von Norden

Schönhagen liegt ungefähr acht Kilometer westlich der Kreisstadt Heilbad Heiligenstadt am Anfang eines sich zur Leine hin öffnenden Tals. Die Umgebung ist durch Kalksteinberge geprägt, wie dem Großen Iberg (487 m) im Osten, dem Röhrsberg (468 m) im Süden und dem Ochsenberg (458 m) im Westen. Verkehrsmäßig ist der Ort nur von Norden über die Landesstraße 2011 und die Kreisstraße 108 zu erreichen.

## Geschichte
Schönhagen wurde 1323 erstmals urkundlich erwähnt. Zu dieser Zeit wurde der Ort Schornbrandshagen oder Schornbrandshayn genannt. Seit 1589 heißt er Schönhagen. Er gehörte bis zur Säkularisation 1802 zu Kurmainz und unterstand der Gerichtsbarkeit der Familie von Hanstein. 1802 bis 1807 wurde der Ort preußisch und kam dann zum Königreich Westphalen. 1815 bis 1945 war er Teil der preußischen Provinz Sachsen. 1945 bis 1949 gehörte er zur sowjetischen Besatzungszone und war ab 1949 Teil der DDR. Von 1961 bis zur Wende und Wiedervereinigung 1989/1990 wurde Schönhagen von der Sperrung der nahen innerdeutschen Grenze beeinträchtigt. Seit 1990 gehört es zum wieder gegründeten Bundesland Thüringen und 1994 zum Landkreis Eichsfeld. Seit dem 1. Februar 1992 gehörte die Gemeinde Schönhagen der Verwaltungsgemeinschaft Uder an. Mit Auflösung dieser am 1. Januar 2024 wurde Schönhagen ein Ortsteil der neugebildeten Landgemeinde Uder.

### Einwohnerentwicklung
Entwicklung der Einwohnerzahl (31. Dezember):
| - 1994: 134 - 1995: 138 - 1996: 139 - 1997: 137 - 1998: 142 - 1999: 138 | - 2000: 151 - 2001: 147 - 2002: 141 - 2003: 145 - 2004: 147 - 2005: 144 | - 2006: 143 - 2007: 144 - 2008: 152 - 2009: 153 - 2010: 153 - 2011: 146 | - 2012: 151 - 2013: 158 - 2014: 155 - 2015: 148 - 2016: 149 - 2017: 148 | - 2018: 145 - 2019: 148 - 2020: 153 - 2021: 145 - 2022: 143 |

Datenquelle: Thüringer Landesamt für Statistik

## Religion
67 % der Einwohner sind katholisch, 10 % evangelisch. Die Katholiken des Ortes und ihre Filialkirche St. Michael gehören zur Pfarrei St. Jakobus der Ältere mit Sitz in Uder, Bistum Erfurt. Die Lutheraner gehören zur Kirchengemeinde St. Petrus in Arenshausen, Kirchenkreis Mühlhausen der Evangelischen Kirche in Mitteldeutschland.

## Politik

### Ehemaliger Gemeinderat
Der ehemalige Gemeinderat von Schönhagen setzte sich aus sechs Gemeinderatsmitgliedern zusammen.
- Wahlvorschlag  WI Schönhagen – Bündnis 90/Die Grünen: 1  Sitz
- FWG Schönhagen: 5 Sitze

(Stand:   Kommunalwahl    am 7. Juni 2009)
Kommunalwahl 2014:
- Nico Stitz (1. Beigeordneter)
- Thilo Brinckmann
- Jens Molter
- Heike Niederau-Buck
- Ulrich Rohrberg
- Stephan Sommer[4]

### Ehemaliger Bürgermeister
Der ehrenamtliche Bürgermeister Bernd Stitz wurde am 6. Juni 2010 wiedergewählt.

### Wappen
Blasonierung: „In Grün über silbernem, gleichförmigem Dreiberg ein silberner, goldbewehrter und rotgezungter, auffliegender Greifvogel.“
Das Wappen der ehemaligen Gemeinde wurde am 11. Dezember 2006 genehmigt. Der Greifvogel stellt den in der Gegend häufig vorkommenden Mäusebussard dar, der Dreiberg ohne erhöhte Mittelkuppe symbolisiert die drei Höhenzüge Iberg, Hopfenberg und Heiligenberg und die Farbe Grün verdeutlicht die an Wald und Natur reiche Umgebung des Ortes, der, in einem Tal gelegen, an drei Seiten von Bergen eingeschlossen und nur über eine Zufahrtsstraße erreichbar ist.

## Wirtschaft und Infrastruktur

### Wasser und Abwasser
Die Trinkwasserver- und Abwasserentsorgung wurde auf den Zweckverband Wasserversorgung und Abwasserentsorgung Obereichsfeld übertragen.

## Sehenswürdigkeiten
- St.-Michaels-Kirche aus dem Jahr 1741
- Feldkapelle aus dem Jahr 1827
- Als Projekt des Kuhmuhne Schönhagen e. V. entstand auf dem Vereinsgelände ein Schaugarten. Hauptziel dieses Projektes ist möglichst viele ursprüngliche Kräuter, Gemüse und Gewürze anzubauen. Inzwischen hat man bereits über 600 meist „vergessene“  Nutz- und Zierpflanzenarten gezeigt. Die Anlage wird auch als „Dreschflegel-Schaugarten“ bezeichnet, da die Samen zum großen Teil aus der ökologischen Saatgutvermehrung der Dreschflegel-Saatgut-GBR stammen.[6]